# Acanthotrophon
Acanthotrophon là một chi ốc biển, là động vật thân mềm chân bụng sống ở biển trong họ Muricidae, họ ốc gai.

## Các loài
Các loài thuộc chi Acanthotrophon bao gồm:
- Acanthotrophon carduus (Broderip, 1833)[2]
- Acanthotrophon sentus Berry, 1969[3]
- Acanthotrophon sorenseni (Hertlein & Strong, 1951)[4]
- Acanthotrophon striatoides Vokes, 1980[5]

## Hình ảnh

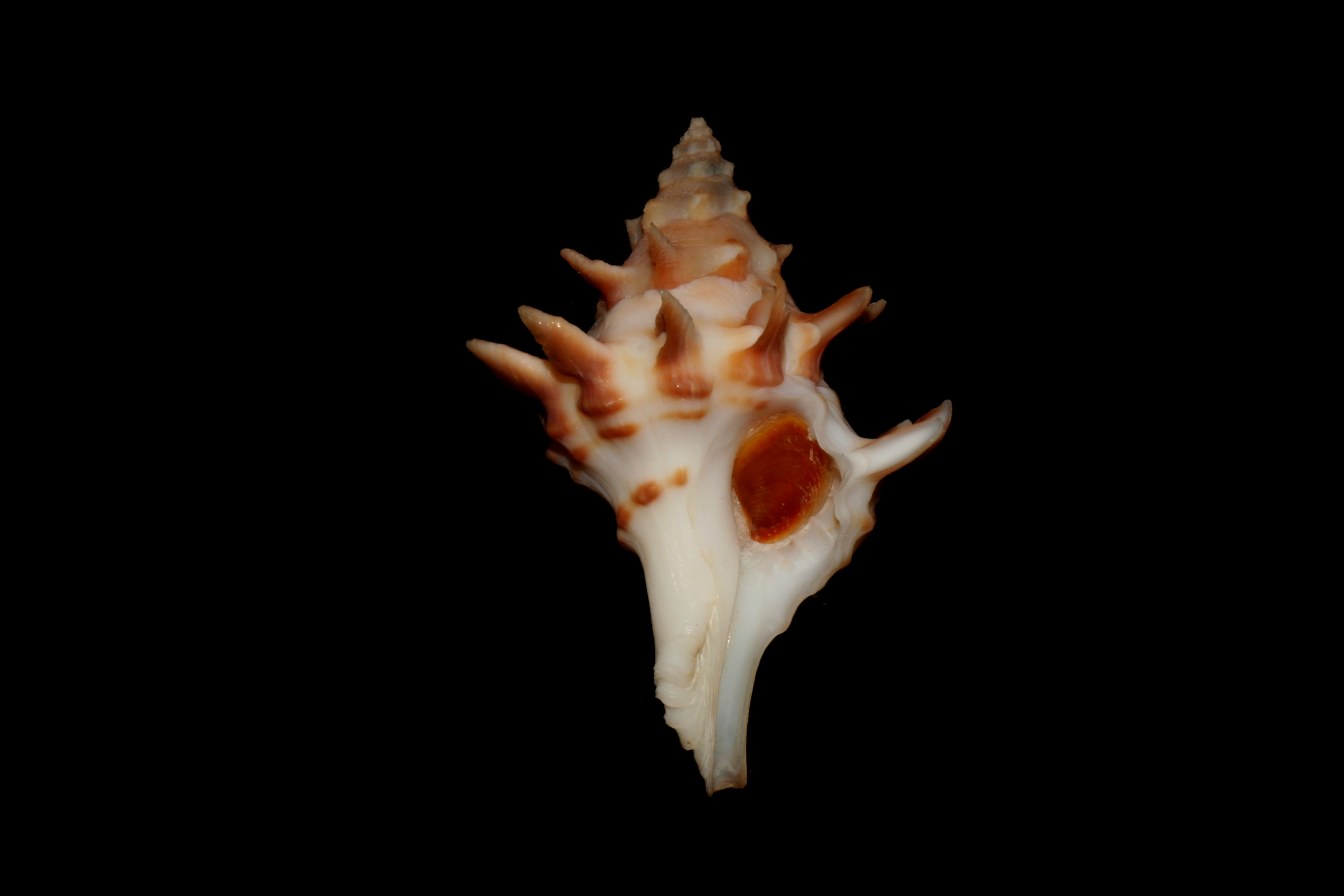